# Trichoderma stromaticum
Trichoderma stromaticum är en svampart som beskrevs av Samuels & Pardo-Schulth. 2000. Trichoderma stromaticum ingår i släktet Trichoderma och familjen Hypocreaceae.   Inga underarter finns listade i Catalogue of Life.